# Lamprologus mocquardi
 Lamprologus mocquardi  ist eine afrikanische Buntbarschart, die im nördlichen und östlichen Kongobecken vorkommt. Die Art lebt im mittleren und oberen Kongo von Mbandaka bis zu den Upembaseen, im Einzugsgebiet von Ubangi und Uelle, im unteren Ruki, im unteren Mongala, im Itimbiri, Aruwimi, Tshopo, Lomami, bei den Wageniafällen und im Luvua und Lualaba südlich bis zu den Upembaseen. Die Art hat damit die weiteste Verbreitung aller Lamprologus-Arten.

## Beschreibung
Lamprologus mocquardi hat einen langgestreckten Körper und wird maximal 12 cm lang, Weibchen bleiben kleiner. Die Körperhöhe liegt bei 20,5 bis 26 % der Standardlänge, die Kopflänge beträgt 29 bis 34 % der Standardlänge. Die Fische sind grau bis Lavendelfarben oder bläulich gefärbt.  Auf den Körperseiten liegen vier bis sechs dunkle, senkrechte Streifen. Lamprologus mocquardi hat 30 bis 32 Wirbel. Am Bauch sind die Schuppen klein und tief in die Haut eingebettet. Sie gehen allmählich in die größeren Kammschuppen der Körperseiten über. Wangen, Nacken und der Bereich unmittelbar vor der Rückenflosse sind schuppenlos. Obere und untere Seitenlinie können sich überlappen. Auf den ersten Kiemenbogen finden sich 5 bis 8 Kiemenrechen. Die Zähne in beiden Kiefern sind einspitzig, gebogen und scharf. Ganz vorne befinden sich 6 bis 8 stark vergrößerte, gebogene Zähne. Die kleinen Zähne der inneren Zahnreihen sind in fünf unregelmäßigen Reihen angeordnet. Der Darm ist kurz und seine Länge beträgt etwa 60 % der Standardlänge. Bei Magen- und Darmuntersuchungen fand man dort vor allem Überreste von Insekten und von deren im Wasser lebenden Larven.
- Flossenformel: Dorsale XIX–XX/7–9, Anale V–VII/5–7, Caudale 14.
- Schuppenformel 33–35 (SL).